# Frères du Tiers-Ordre de Saint François, serviteurs des pauvres
Les Frères du Tiers-Ordre de Saint François, serviteurs des pauvres (en latin : Fratres Albertini Pauperis Inservientes III Ordinis Sancti Patri Francisci) forment une congrégation laïque masculine hospitalière de droit diocésain connue aussi sous l'appellation des Albertins.

## Historique
La congrégation est fondée le 25 août 1888 à Cracovie par Albert Chmielowski, membre du Tiers-Ordre franciscain, pour venir en aide aux sans-abris. Après la mort du fondateur, la communauté reçoit le 16 janvier 1928 ses propres constitutions basées sur la règle de saint François et l'agrégation aux Frères mineurs conventuels le 5 mars 1828.
Pendant la seconde Guerre mondiale, les frères Vincent Wolniarskiego et Serafin Zwolińskiego sont martyrisés dans les camps de concentration nazis. Leur procès de canonisation est en cours.

## Activité et diffusion
Les frères se dévouent envers les sans-abris (foyers, nourriture) et les personnes handicapés.
Il existe huit maisons dont deux en Ukraine, et la maison-mère est à Cracovie. En 2021, les frères sont au nombre de 33.